# Wurzeralmbahn
Die Wurzeralmbahn (auch Standseilbahn Wurzeralm) ist eine Standseilbahn in Oberösterreich. Sie führt von der Pyhrnpass Straße bei Spital am Pyhrn auf die Wurzeralm und erschließt das gleichnamige Schi- und Wandergebiet.

## Geschichte
Die Standseilbahn auf die Wurzeralm wurde am 15. Juli 1978 in Betrieb genommen, sie ersetzte eine 1962 eröffnete Zweiseilumlaufbahn mit Gondeln für vier Personen. Ursprünglich hatte die von Waagner-Biró gebaute Bahn Wagen mit Platz für 110 Personen. 1995 wurde die Bahn durch die Voestalpine umgebaut und erhielt größere, zunächst auf 165 Fahrgäste ausgelegte Wagen. Zum Zeitpunkt der Wiedereröffnung 1995 war sie mit einer Geschwindigkeit von 14 m/s die schnellste freistehende Standseilbahn Europas. 2020 wurde die Bahn unter Federführung von Leitner ropeways generalrevidiert, Carvatech lieferte neue Kabinen für 140 Personen.

## Technische Daten
Die Strecke führt über mehrere Brücken und durch drei Tunnel. Sie hat eine horizontale Länge von 2892 Metern, eine schräge Länge von 2937 Metern und überwindet einen Höhenunterschied von 622 Metern bei einer mittleren Neigung von 21,5 % und einer maximalen Neigung von 30,0 %.
Die Standseilbahn hat zwei Wagen, die jeweils 140 Personen fassen. Die Fahrgeschwindigkeit beträgt maximal 14,0 m/s, im Regelbetrieb 8,0 m/s, die Fahrtzeit dementsprechend 4,3 bzw. 7,5 Minuten. Damit ergibt sich eine maximale Förderleistung von 1450 Personen pro Stunde.